# Jan Śniadecki
Jan Śniadecki, född 29 augusti 1756 i Żnin, död 9 november 1830 i Jaszuny vid Vilnius, var en polsk matematiker och filosof. Han var bror till Jędrzej Śniadecki.
Śniadecki var professor i matematik och astronomi vid Jagellonska universitetet i Kraków, därefter dess rektor och sekreterare vid vetenskapsakademien där. Förutom matematiska arbeten författade han biografier över Nicolaus Copernicus (1802), Marcin Poczobutt-Odlanicki (1810) och Hugo Kołłątaj (1814) samt en filosofisk undersökning Filosofija umyzlu ludzkiego (1821). Han bekämpade kraftigt den nyromantiska smakriktningen i litteraturen. Hans samlade verk utgavs 1814–22 i fyra delar.
Asteroiden 1262 Sniadeckia är uppkallad efter honom.